# Testnevelési és Sportkiadó
Testnevelési és Sportkiadó – A romániai állami könyvkiadás egységes intézményéből 1951-ben önállósított, bukaresti székhelyű kiadó. Magyar szerkesztősége és fordítókollektívája ugyancsak Bukarestben működött. 

## Magyar nyelvű kiadványai
1951–54 között összesen 43 magyar nyelvű sportkiadványt jelentetett meg, ezek túlnyomó része fordítás volt orosz nyelvből, kisebb része románból: különböző sportágak (labdarúgás, atlétika, ökölvívás, kosárlabda, sakk, műkorcsolyázás, akadályfutás, súlyemelés) játékszabályait ismertető könyvek, a tömegsportmozgalom szervezésére és működésére vonatkozó szabályzatok, szovjet sportolók tapasztalatait ismertető brosúrák. 1953-tól az egyes sportágakat ismertető kötetek (atlétika, birkózás, röplabda, tekesport, úszás, téli sportok) címlapjáról eltűnik a szerzők neve, majd megritkulnak a szovjet szerzők is.
Két sporttárgyú szépirodalmi kötetet is kiadtak: 1952-ben Viktor Utkovtól Az első rekord című novelláskötetet (a fordító nevének feltüntetése nélkül) és 1954-ben Jack Londontól Az utolsó mérkőzés címmel egy kötetnyi novellát, Piroska Ferenc fordításában.
Az időszak egyetlen eredeti magyar sportkönyve Faragó Pál Új gondolatok a művészi sakkban c. kötete (1958). Ez különben az 1954 utáni időszak egyetlen magyar nyelvű kiadványa.
A romániai könyvkiadás 1969-es átszervezése után indult Sport–Turism Kiadónál újból jelennek meg magyar nyelvű kiadványok: 1970–84 között összesen 15 cím. Ezek között már nem csak kifejezetten sportkönyvek, hanem földrajzi-környezetismereti témájúak is szerepelnek: 1980-ban Glück Jenő és két román szerzőtársa Arad megyei útikalauza, 1983-ban Erdei Zoltán könyve, a Badminton. A kiadó nagy sikerű Munţii noştri c. sorozatában Rácz Zoltán írta meg társszerzőkkel a Gyergyói-havasok turistakalauzát, ezt 1974-ben magyarul is megjelentették.
A közönségigény természetesen ennél jóval nagyobb volt, a műfajban magyar szerzők is jelentkeztek, s ezt a kettős irányú elvárást az 1970-es évektől több általános kitekintésű romániai magyar kiadó is igyekezett kielégíteni (sportirodalom).